# Teatercentrum (Sverige)
Teatercentrum är en svensk centrumbildning för fria professionella teatergrupper som är fristående från teaterinstitutionerna.
Teatercentrum är en bransch- och arbetsgivarorganisation för fri professionell scenkonst, som idag samlar nära 100 fria teatrar som genomför över 10 000 föreställningar för mer än 700 000 personer varje år. Teatercentrum arbetar på för att vara en stark röst för den fria teaterkonsten i Sverige och för att ge sina medlemmar stöd i arbetsgivar- och organisatoriska frågor. Teatercentrums uppdrag är att öka kännedomen om den fria professionella teaterkonsten och dess villkor och att verka för förbättrade förutsättningar för medlemsteatrarna i hela Sverige. Verksamheten bedrivs både ur ett samlande nationellt perspektiv och ur ett regionalt perspektiv med kanslier i Stockholm, Göteborg, Malmö och Piteå.